# Paraphylax sulcator
Paraphylax sulcator là một loài tò vò trong họ Ichneumonidae.